# The Farm 2
The Farm 2 (Originaltitel: American Gothic) ist ein US-amerikanischer Low-Budget-Thriller des Regisseurs Stuart Conelly. Der Film erschien 2017 direkt auf DVD und Blu-ray Disc. Der originale Filmtitel ist eine Anspielung auf das Gemälde American Gothic von Grant Wood.

## Handlung
Nick Carson und Guy Fiske, zwei Gefangene einer Strafanstalt in Pennsylvania, fliehen aus einem Gefängnistransporter, nachdem dieser in einen schweren Verkehrsunfall verwickelt wurde. In der Hoffnung etwas zu finden, womit sie ihre Fußfesseln entfernen können, suchen sie ein abgelegenes Landhaus auf. Das dort wohnhafte Ehepaar Bill und Sarah überlistet die beiden Sträflinge jedoch und hält sie in ihrem Haus gefangen, wo sie diese einer psychologischen Folter unterziehen.
In dem Haus befindet sich auch eine junge Frau namens Katrina, die Nick und Guy für eine weitere Gefangene des Ehepaars halten. Es stellt sich jedoch heraus, dass Katrina die Tochter von Bill und Sarah ist und vor einigen Jahren von zwei Unbekannten Männern brutal vergewaltigt wurde. Das Ehepaar hatte den Verkehrsunfall bewusst verursacht, um die beiden Sträflinge in ihr Haus zu locken, um sie dort zu foltern und umzubringen, da Katrina sie für ihre Vergewaltiger hält. Nachdem Nick und Guy tot sind, gesteht Katrina jedoch, sich geirrt zu haben.

## Rezeption
Der Film erreichte auf der Internet Movie Database bei 406 Bewertungen eine Durchschnittsbewertung von 3,6/10 und bei Rotten Tomatoes einen Audience Score von 38 %.
Das Lexikon des internationalen Films urteilt: „Recht drastischer Hinterwäldler-Horrorfilm weder mit sonderlich sympathisch gezeichneten noch mit gut gespielten Figuren.“